# موزه هنرهای زیبا (بوداپست)
موزه هنرهای زیبا (به مجاری: Szépművészeti Múzeum) موزه‌ای در میدان قهرمانان در بوداپست، مجارستان است. معماری این بنا بر عهده فیلیپ هرتسوگ و آلبرت شیکِدانتس بوده که به سبک گلچینی از نوکلاسیسیسم بین سالهای ۱۹۰۰ تا ۱۹۰۶ بنا گشته‌است. مجموعه موزه شامل هنر بین‌المللی (فراتر از مجارستان) از جمله تمام دوره‌های هنر اروپا و شامل بیش از ۱۰۰٬۰۰۰ قطعه است. کلکسیون موزه متشکل از مجموعه‌های قدیمی‌تر از قلعه بودا، املاک زیچی، املاک استرهازی و همچنین مجموعه‌های خصوصی است.
مجموعه موزه از شش بخش ساخته شده‌است: مصر، عتیقه‌جات، گالری قدیمی مجسمه‌سازی، گالری قدیمی نقاشی استادان، مجموعه مدرن، مجموعه گرافیک. مؤسسه صدمین سالگرد خود را در ۲۰۰۶ جشن گرفت.
در ۱۶ فوریه ۲۰۱۵ موزه برای عموم به خاطر بازسازی بسته شد و در اکتبر ۲۰۱۸، پس از سه سال کار بازگشایی شد.

## مدیران موزه

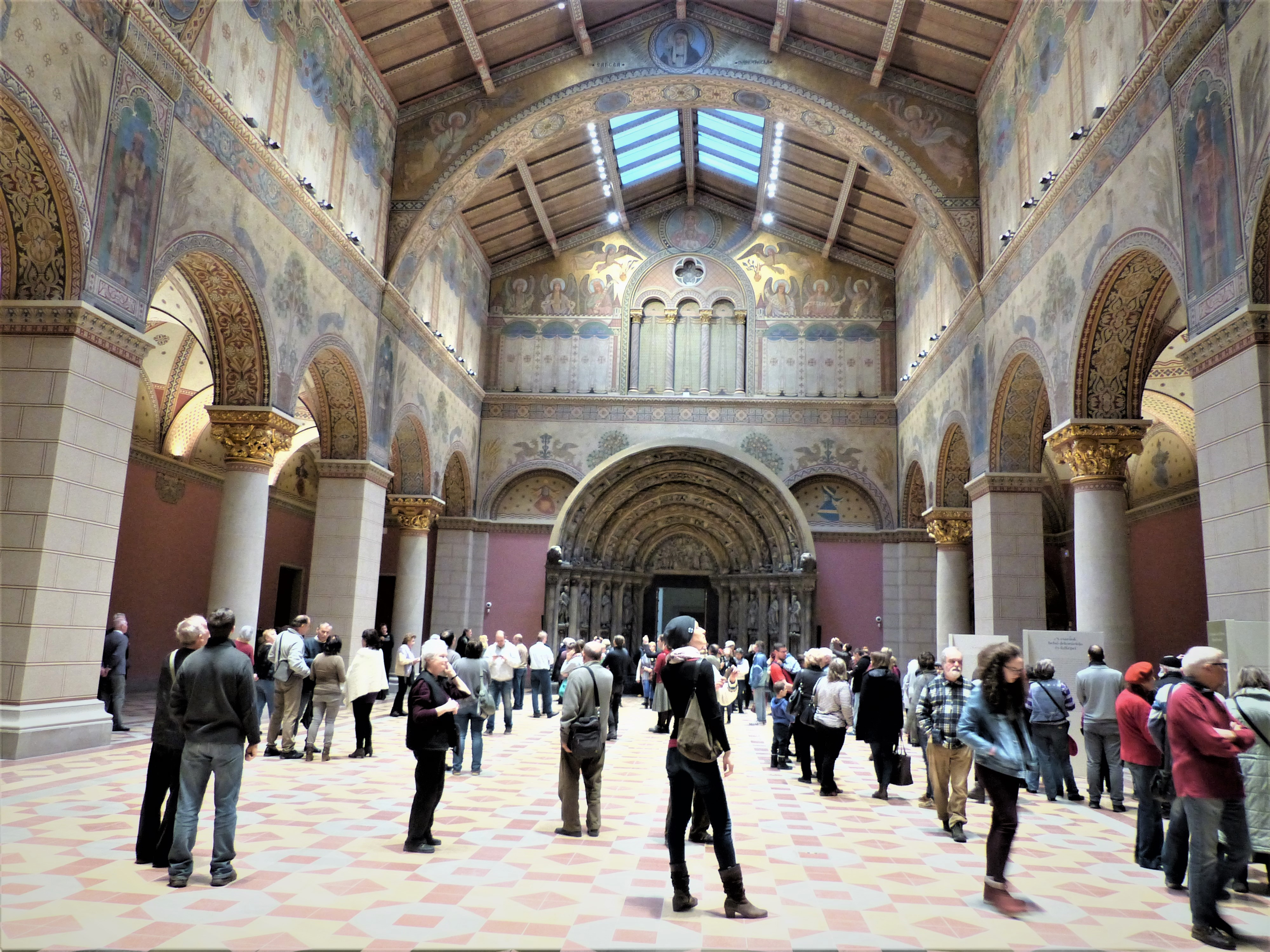
سالن رومانسک بعد از بازگشایی یک روزه در ۱۵ مارس ۲۰۱۸

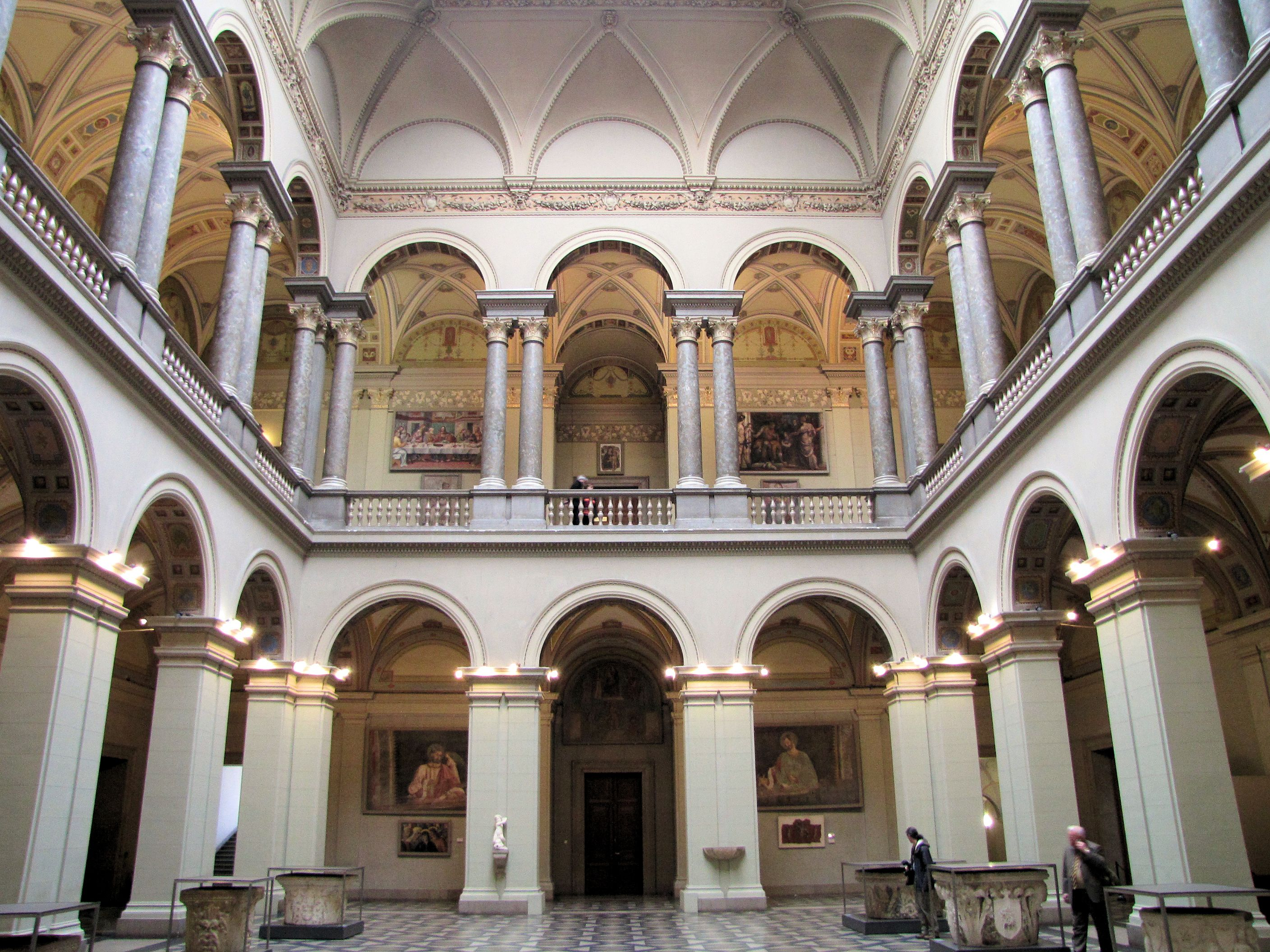
سالن رنسانس

- ‎۱۹۰۶–۱۹۱۴ اِرنو کامرر
- ‎۱۹۱۴–۱۹۳۵ اِلِک پتروویچ
- ‎۱۹۳۵–۱۹۴۴ دِنِش چانکی
- ‎۱۹۴۵–۱۹۴۹ ایشتوان گِنتون
- ‎۱۹۴۹–۱۹۵۲ ایمره اُلتوانی
- ‎۱۹۵۲–۱۹۵۵ فِرِنتس رِدو
- ‎۱۹۵۶–۱۹۶۴ آندور پیگلر
- ‎۱۹۶۴–۱۹۸۴ کلارا گاراش
- ‎۱۹۸۴–۱۹۸۹ فِرِنتس مِرِنیی
- ‎۱۹۸۹–۲۰۰۴ میکلوش مویزر
- ۲۰۰۴–تاکنون لاسلو بان